# Stephan Danailov
Stephan Danailov (Sofia, 9 dicembre 1942 – Sofia, 27 novembre 2019) è stato un politico e attore bulgaro.
È famoso in Italia per aver interpretato, in tutte le stagioni della fiction Un caso di coscienza, il ruolo del “detective” Virgilio, investigatore al servizio presso lo studio legale di Rocco Tasca.

## Carriera
Danailov è molto attivo nel mondo del cinema, sia in Italia, sia in Bulgaria. Dopo aver preso parte a vari lavori in patria, nel 1995 appare nella serie La piovra 7- Indagine sulla morte del commissario Cattani dove ricopre il ruolo del faccendiere Nazareno Marciano detto "Nuzzo", nel 1997 interpreta il boss della Sacra Corona Unita Vincenzo Grumo nella miniserie Racket con Michele Placido ma in Italia è diventato celebre qualche anno dopo attraverso la fiction “Un caso di Coscienza”. Nel settembre 2013 va in onda la quinta stagione di Un caso di coscienza, di cui l'attore bulgaro è nuovamente protagonista.

### In politica
Stephan Danailov è stato, inoltre, ministro della cultura nel suo paese; ricopre tale carica dall'agosto 2005 fino al luglio 2009.
Recentemente, ha partecipato alla manifestazione organizzata al Palazzo delle Esposizioni di Roma dall'Istituto Bulgaro di Cultura per promuovere e diffondere la conoscenza e l'integrazione culturale attraverso il cinema. Un percorso costituito dalle immagini di una cinematografia di grande fascino e maturità, con alcune significative riflessioni di carattere politico.
Ha inaugurato una miniatura della famosa “Chiesa di Santo Stefano dei Bulgari”, affermando che, vista l'importanza della mostra dedicata, sarebbe stato meglio usare una grande area, come una parte dell'aeroporto di Sofia-Vrazhdebna.
Danailov ha anche fatto stanziare 25 milioni di euro per la costruzione e lo sviluppo regionale di varie opere e lavori pubblici.